# حملة غرب ليبيا 2019–20
حملة غرب ليبيا أو طوفان الكرامة أو بركان الغضب وسُميت في بداياتها معركة طرابلس 2019 أو معركة وادي الدوم 2، هيَ حملة عسكرية يشنّها الجيش الوطني الليبي الذي يمثل حكومة طبرق للاستيلاء على المنطقة الغربية من ليبيا، وفي نهاية المطاف العاصمة طرابلس القابِعة تحتَ سيطرة حكومة الوفاق الوطني. بدأت هذهِ المعركة في الرابع من نيسان/أبريل من عام 2019؛ حينمَا شنّ الجيش الوطني الليبي هجوما مفاجئًا في غرب ليبيا حيث تحرك في اتجاه طرابلس. لم يواجه في بادئ الأمر سِوى مقاومة خفيفة ما مكّنهُ منَ السيطرة على مدينة غريان في جنوب العاصمة. في السياق ذاتهِ؛ أعلنَ عمدة البلدة أن الجيش الوطني يتحرك إلى مواقع جنوب طرابلس،  وأدلى الناطق باسم الجيش الوطني ببيان مفاده أن المشير خليفة حفتر قد أصدر أوامرَ بإنشاء غرفة عمليات تناط بها مهمة «تحرير المنطقة الغربية من الإرهابيين».
نشرَ الجيش الوطني في وقتٍ لاحقٍ صورًا يزعم أنها تُبين أنه استولى على مدينة مزدة بصورة سلمية. وذكر أحد السكان المحليين في رأس لانوف أنه شاهد دبابات تابعة للجيش الوطني وقوافل عسكرية متجهة أيضا إلى مدينة سرت التي يسيطر عليها حكومة الوفاق الوطني. وقد قام الجيش الوطني منذ عهد قريب جدا بإعادة نشر القوات التي حاربت من قبل في جنوب البلاد إلى مواقع بالقرب من سرت. في المُقابل؛ استجابت حكومة الوفاق الوطني التي يقعُ مقرها في طرابلس للهجوم بإصدار أوامر لتعبئة عامة فورية.
جرائم الحرب والجرائم المرتكبة ضد الإنسانية أثناء الصراع مشمولة بولاية التحقيق الذي تجريه المحكمة الجنائية الدولية في ليبيا بموجب قرار مجلس الأمن التابع للأمم المتحدة رقم 1970.

## خلفية
بعدَ سقوط معمر القذافي عام 2011؛ دخلت الدولة الليبيّة في فوضى عارمة بسببِ عدم تفاهم واتفاق مُختلف الأطراف على الحكومة الانتقاليّة ثمّ ازدادَ الوضعُ تعقيدًا عقب بروز تجاذبات دوليّة وتدخلات إقليمية على الأراضي الليبيّة ساهمت بشكلٍ أو بآخر في ارتفاعِ وتيرة العُنف بشكلٍ ملحوظ. خلالَ هذهِ الفترة؛ برزت حكومة الوفاق الوطني التي تشكّلت في شباط/فبراير من عام 2016 بموجب اتفاقٍ عُقدَ بمدينة الصخيرات في المغرب تحتَ رعاية المملكة البريطانية والدول الأوروبية ثمّ ما لبث أن تحوّل إلى اتفاق دولي رعتهُ الأمم المتحدة عن طريق ممثلها غسان سلامة وقبلتهُ معظم الأطراف بما في ذلكَ الولايات المتحدة لتحظى حكومة الوفاق بعدَ ذلك باعترافٍ دولي.
في المُقابل؛ كانَ المشير خليفة حفتر قد ظهرَ في المشهد في 21 أيار/مايو من عام 2014 عبر الجيش الوطني الليبي الذي رفعَ شعار «مكافحة الإرهاب» ثمّ سرعان ما صَنّف عددًا من الجماعات المُنخرطة في الحرب كإرهابيّة على غِرار فجر ليبيا إلى جانبِ أنصار الشريعة. تسبّب تواتر وتسارع الأحداث في اندلاع حربٍ بين الطرفين كانت تتدخلُ فيها أطراف أخرى ثمّ تختفي وتركّز الصراع في البداية بينَ قوات فجر ليبيا والكتائب التابعة لحفتر في معاركَ كر وفر بين الطرفين ثمّ تطوّر الأمرُ فيما بعد حينمَا ساندت حكومة السراج كتائب مصراتة وكتائب تيار الإسلام السياسي فيما انضمّت قوات حفتر لبقايا الجيش الليبي بالإضافة إلى لواء الزنتان وشرعت في السيطرة على مناطق كبيرة منَ التراب الليبي.
في خطوات لاحتواء الوضع والخروج بحلٍ «للأزمة الليبيّة»؛ دعت الأمم المتحدة لجولات مفاوضات في تونس من أجلِ تعديل الاتفاق الموقع في الصخيرات ومن ثمّ عقد مؤتمر وطني يجمع الفرقاء السياسيين الذين لم يشاركوا في الحوارات السابقة وأخيرًا إجراء استفتاء لاعتماد الدستور وانتخابات برلمانية ورئاسية لكنّ الجيش الوطني الليبي وقُبيل أيّام قليلة من عقد المؤتمر؛ أعلنَ عمّا سمّاها «معركة تحرير طرابلس» منَ «الميليشيات الإرهابيّة» ما أثارَ تخوّف المجتمع الدولي فيما توعدت حكومة الوفاق «باستخدام القوة إذا تطلب الأمر والتصدي لكل ما يهدد حياة المدنيين والمرافق الحيوية».

## الدعم الخارِجي
تحظى قواتُ حفتر بدعمٍ مباشر من فرنسا، مصر، السعودية والإمارات فيما تحظى حكومة الوفاق الوطني بدعمٍ مباشر من إيطاليا، تركيا وقطر بينمَا يظلّ الموقف الروسي غامضًا حيثُ انحازت موسكو في مرّات عدة لقوات الجيش الوطني الليبي التي يقودها حفتر وكان آخرها إجهاضَ بيانٍ كان سيُصدر من مجلس الأمن لإدانة ما يجري في طرابلس لكنّ المسؤولون في روسيا يُحاولون في كلّ مرة إنكار هذا الدعم السياسي ونفس الأمر بالنسبة للولايات المتحدة التي كانت قد أعلنت عن دعمِ موقف الأمم المتحدة التي ترى في حكومة الوفاق الممثل الرسمي للشعب الليبي لكنّ ترامب وفي ذروة الحرب على مشارف طرابلس هاتفَ المُشير حفتر وأكّدَ مساندتهُ له في ما سمّاها «الحرب ضدّ الإرهاب».
على الأرض تختلفُ التقارير بل تتضاربُ أحيانًا لكنّ الشيء المؤكد أنّ طائرات بدون طيار «مجهولة» قد قصفت مواقعَ لقوات الوفاق داخلَ طرابلس وذلك باعترافِ المسماري نفسه الذي قالَ إنّ «طائرات صديقة قصفت أهدافا معادية في العاصمة طرابلس» دونَ أن يكشفَ عن هويتها أو أيّ معلومات إضافية. من ناحيّة أخرى وفي 16 نيسان/أبريل تمكّن الجيش التونسي من ضبطِ 11 شخصًا قدِموا من ليبيا بجوازات سفر دبلوماسية ومدججين بأسلحة وذخائر كانوا يحاولونَ دخول تونس عبر البحر على متن زورقين؛ ثمّ أمسكَ الجيشُ فيما بعد بمجموعة ثانيّة مكوّنة من 13 فرنسيا كانوا يتنقلون أيضًا تحت غطاء دبلوماسي على متنِ ست سيارات رباعية الدفع عبر الحدود البرية التونسية الليبية. مُباشرةً بعد انتشار الخبر؛ قالت السفارة الفرنسية في تونس إن الأفراد الفرنسيين الذين جرى اعتقالهم هم عناصر فريق أمني كان مكلفًا بتأمين السفارة الفرنسية في ليبيا.

## الخط الزمني

### نيسان/أبريل – حزيران/يونيو
في الرابع من نيسان/أبريل من عام 2019 أمر خليفة حفتر الجيش الوطني الليبي بالتحرك نحو طرابلس لتحريرها ممن يصفهم «بالميليشيات الإرهابيّة». ساعاتٌ بعد ذلك حتى كانت القوات التابعة لحفتر قد سيطرت على مدينة غريان ثمّ تمركزت على بُعد 30 كيلومترًا من العاصمة وحاولت اقتحامها في وقتٍ لاحق لكنّ قوات حكومة الوفاق صدّت الهجوم بعدَ سيطرة الجيش الوطني الليبي على حاجز عسكري يقعُ على بعد 27 كيلومترا من البوابة الغربية لطرابلس؛ ثمّ سرعان ما انسحبَ منه بعد وصول تعزيزات من قوات تابعة لحكومة الوفاق. وحسبَ فيديو تناقلتهُ وسائل الإعلام؛ فقد تمكّنت هذه الأخيرة من أسرِ أزيد من 20 مقاتلًا من الجيش الوطني الليبي إلى جانبِ اغتنام عددٍ غير معروف من السيارات والمُعدّات الحربيّة.
تجدّدت الاشتباكات مُجددًا في مساء يوم الجمعة الموافق للخامس من أبريل/نيسان وسطَ أنباء أشارت إلى سيطرة الجيش الوطني الليبي على مطار طرابلس لكنّ وزيرَ الداخليّة في حكومة الوفاق أكّد على استعادة السيطرة على المطار بعدَ تسلل بعض عناصر قوات حفتر له مشددًا في الوقتِ ذاته على «استمرار المعركة حتى الوصول إلى مصدر هذه القوات التي شكلت خطرا على حياة الليبيين على حدّ وصفه.» في الوقتِ ذاته؛ حلّقَ الطيران الحربي التابع لحكومة الوفاق بكثافة فوق منطقتي وادي الربيع وسوق الخميس القريبتين من طرابلس كما قصفَ مواقع لقوات حفتر في منطقة الهيرة.
اندلعت اشتباكات أخرى صبيحةَ يوم السبت الموافق للسادس من نيسان/أبريل حيثُ شنّت قوات حفتر هجمة على القوات المواليّة لحكومة السراج ونجحت في السيطرة على مطار طرابلس من جديد حسبَ ما صرّح بهِ ناطقٌ باسمِ ما يُعرف بالجيش الوطني الليبي. في المُقابل شنّ الطيران الحربي للمجلس الرئاسي غارة جويّة على مناطق كانَ قد تمركزَ فيها الجيش الوطني وأجبرهُ على التراجع للوراء وبعدَ انتصاف النّهار تدخلت قوة حماية طرابلس على الخط ثمّ اشتبكت معَ قوات حفتر ونجحت في استرجاع السيطرة الكاملة على المطار.
تعقّدت الأمور فيما بعد حينما أعلنَ القيادي والمُتحدث باسمِ ما يُعرف بالجيش الوطني الليبي أحمد المسماري استمرار عمليّة «تحرير طرابلس» كما توعّد بقصف قواعد أيّ طائرة تشنّ هجومًا عليهم فيما ردّت حكومة الوفاق على لِسان السراج الذي قالَ «إنّ حفتر يرسل أبناء ليبيا إلى مصير مجهول وهو يقوض جهود حل الأزمة ويدفع إلى مزيد من سفك الدماء» متوعدًا في الوقتِ ذاته بصدّ أي هجومٍ والرد عليه. في ظلّ استمرار محاولات قوات الجيش الوطني الليبي دخول طرابلس؛ أعلنَ المتحدث باسمِ الجيش الليبي التابع لحكومة الوفاق صبيحة يومِ الأحد الموافق للسابع من نيسان/أبريل انطلاقَ عمليّة أسماهَا «بركان الغضب» وذلكَ لتطهير المدن الليبية على حدّ تعبيره.
تركّز الصراع منذُ بداية الهجوم في مطار طرابلس وتخومهِ حيثُ يُسيطر طرفٌ ما تارة ثمّ سرعان ما يفقدُ السيطرة لصالحِ الطرف الآخر. في صبيحة يوم الإثنين الموافق للثامن من نيسان/أبريل؛ أعلنت القوات المواليّة لحكومة الوفاق سيطرتها الكاملة على المطار كما قامَت قناة الجزيرة مباشر ببثٍ يُظهر سيطرة تلكَ القوات عليهِ إلّا أن المتحدث باسمِ قوات حفتر قد نفى ذلك مؤكدًا على أنّ الجيش الوطني الليبي قد استرجعهُ قبلَ وقتٍ قريب. تطوّرت الأمور بشكلٍ ملحوظ حينما قامت طائرة حربيّة تابعة لحفتر بقصفِ مطار معيتيقة وهوَ المطار الوحيد الذي يعمل في العاصمة الليبية مما تسبّب في إغلاقهِ خشية من تطوّر الأحداث فيما بعد.
بعدَ هدوء نسبي دام لثلاثة أيام؛ ارتفعت وثيرة الاشتباكات مُجددًا في نهاية الأسبوع وفي صبيحة يوم الأحد الموافق لـ 14 نيسان/أبريل ذكرَ الجيش الليبي التابع لحكومة الوفاق أنّه نجحَ في إسقاط مُقاتلة حربيّة لقوات حفتر كانت تُحلّق فوقَ حدود العاصِمة طرابلس فيما لم يُعرَف نوعها أو مصير الربان. بحلول المساء؛ نقلت وسائل إعلام أخرى خبرَ استسلام كتيبة بكاملها لقوات بركان الغضب ويتعلّقُ الأمر بالكتيبة 166 التابعة لقوات المنطقة العسكرية الوسطى في الجيش الليبي وتضم حوالي 25 فردًا و10 آليات عسكرية. من ناحية أخرى؛ استقبل الرئيس المصري عبد الفتاح السيسي المشير خليفة حفتر في قصر الاتحادية بالقاهرة وذلكَ لغرضِ «بحث مستجدات الأوضاع في ليبيا». في ليلة يوم الأربعاء الموافق لـ 17 نيسان/أبريل؛ تناقلت مصادر أمنية ليبية خبرًا يُفيد بطلب حفتر من قواته عبر أجهزة لاسلكة دخول العاصمة الليبية طرابلس «بأي ثمن». ساعات قليلةٌ بعدَ ذلك حتى سقطت أكثر من 6 صواريخ غراد في أحياء متفرقة منَ العاصِمة مما تسبّب في مقتل خمس مدنيين وأكثر من عشرين جريحًا.
في صبيحة يوم الخميس الموافق لـ 18 نيسان/أبريل؛ أعلنت قوة حماية الجنوب التابعة لحكومة الوفاق الوطني أنها سيطرت على قاعدة تمنهنت الجوية شمال مدينة سبها في جنوب ليبيا والتي كانت تتمركز فيها قوات موالية لخليفة حفتر. وفي وقتٍ لاحق من ذلك اليوم انتشرت أنباءٌ تُفيد بقصفِ طائرات بدون طيار فرنسية تجمعات لمقاتلين تابعين لحكومة الوفاق في محيط طرابلس وبالتحديدِ في مدينة تاجوراء التي تبعد حوالي 11 كيلومترًا شرقي العاصمة إلى جانبِ قصف مماثل استهدفَ كتائب مسلّحة في محيط وادي الربيع. مُباشرةً بعد ذلك؛ أعلنَت فرنسا عن دعمها للحكومة الليبية المعترف بها دوليًا في طرابلس وذلكَ بعد أن كانت حكومة الوفاق قد اتهمتها بدعم حفتر ومُهددةً بقطع التعاون الأمني مع باريس.
في تطوّرٍ لافت للموقف الأمريكي مِن الحرب الدائرة في ليبيا؛ هاتفَ دونالد ترامب المُشير حليفة حفتر يوم الإثنين الموافق لـ 15 نيسان/أبريل وبحثَ الاثنانِ «جهود مكافحة الإرهاب» كما تحدثا عن «رؤية مشتركة لانتقال ليبيا إلى نظام سياسي مستقر وديمقراطي». وحسبَ ما أفادَ بهِ البيت الأبيض فإنّ ترامب قد اعترف بدور المشير حفتر المهم في «مكافحة الإرهاب وضمان أمن موارد ليبيا النفطية». جديرٌ بالذكر هنا أنّ وزير الخارجية الأميركي مايك بومبيو كان قد قالَ أنّ بلاده تشعر بـ «قلق عميق» من جرّاء المعارك الدائرة قرب العاصمة الليبية كما طالبَ قوات المشير خليفة بأن «توقف فورًا» هجومها على طرابلس.
معَ نهاية الأسبوع الثالث منذ أن أعلنَ حفتر زحفهُ صوبَ طرابلس؛ احتدمَت المعارك على أبواب العاصمة الليبية وفي تخوم مطار طرابلس الدولي الذي تحوّل ساحة للصراع بين الطرفان وسطَ أنباء عن تراجعٍ ما يُعرف بالجيش الوطني الليبي مُقابل تقدم قوات الوفاق التي تُحاول دخول مدينة غريان والسيطرة عليها من جديد وهي ذات المدينة التي كانت قوات حفتر قد سيطرت عليها عندَ بداية الهُجوم. في السياق ذاته؛ أعلنَ المُتحدث باسمِ حكومة الوفاق الوطني «مرحلة الهجوم» بعدَ صدّ القوات التابِعة لحفتر فيما قالَ المسماري وهو المُتحدث باسم الجيش الوطني الليبي إنّ المعركة ما زالت في بدايتها.
معَ نهاية نيسان/أبريل أعلنَ الرئيس التُركي رجب طيب أردوغان عن دعم بلاده لحكومة الوفاق الوطني في طرابلس بمَا في ذلك الدعم العسكري وكانت الحكومة الليبيّة قد أعلنت عن تفعيلِ اتفاقيات قديمة مع أنقرة حول التعاون العسكري بينهما. خلّفَ هذا التصريح ردود فعل كثيرة؛ ونقلَ موقع اليوم السابع عن المتحدث باسمِ ما يُعرف بالجيش الليبي قولهُ «إنّ تركيا دولة راعية للإرهاب وتدعم الإرهابيين في ليبيا» فيمَا قالَ الناطق باسم المجلس الرئاسي التابع لحكومة الوفاق «إنّ دولة عربية تدعمُ حفتر ... الحكومة ترفض أي وقف لإطلاق النار قبل انسحاب قوات المجرم حفتر من طرابلس إلى الأماكن التي جاءت منها.»
في تطورٍ جديد للأحداث في ليبيا؛ تدخل تنظيم الدولة الإسلامية (داعش) على الخط وذلكَ بعدما شنّ في صبيحة يوم السبت الموافق للخامس من أيّار/مايو هجومًا على مركز لقوات ما يُعرف بالجيش الوطني الليبي في مدينة سبها بجنوب ليبيا فقتلَ وجرح 16 شخصًا كما قطعَ رأسَ أحد الجنود فيما أعدمَ آخرون بالرصاص.
في السابعِ من أيار/مايو؛ قالَ الجيش الوطني الليبي إنه أسقطَ طائرة بالقربِ من سد وادي غان واعتقل طيّارها. سويعاتٌ بعد ذلك حتى انتشرَ فيديو على مواقع التواصل الاجتماعي يُظهر الطيّار الذي قيل إنه من البرتغال وهو مُحاطٌ بعددٍ من مقاتلي قوات حفتر. أصدرت وزارة الدفاع البرتغالية بيانًا مباشراً ذكرت فيهِ أنَّ الطيار لم يكن جنديًا برتغاليًا، ونفس الأمر فعلتهُ حكومة الوفاق الوطني التي نفت تبعيّة الطائرة التي أُسقطت لها. في المقابل؛ نقلت صحيفة ليبيا أوبزرفر عن مصدرٍ عسكري لم يكشف عن اسمهِ قوله إنَّ الطائرة تابعةٌ للجيش الوطني الليبي نفسه وقد أسقطتها نيران صديقة.
قصفت قوات حفتر في اليومِ الموالي سيارة إسعاف بطريقةٍ مباشرةٍ في قصر بن غشير ما تسبَّب في إصابةِ اثنين من الكواد الطبيّة فيما فقدُ أحد الأطباء ساقه خلال هذا الاستهداف. علَّق ممثل منظمة الصحة العالمية في ليبيا سيد جعفر حسين على ما جرى بالقولِ «إن الهجوم على سيارة الإسعاف كان انتهاكًا مروعًا للقانون الإنساني الدولي.»
في خضّم المعركة بين قوات حفتر وقوات حكومة الوفاق؛ أعلنت عددٌ من الجماعات المسلحة في العاشرِ من أيّار/مايو أنها لن تلتزم بأي اتفاقٍ لوقف إطلاق النار يُمكن توقيعه بين فايز السراج وخليفة حفتر؛ وقال لواء الصمود من مصراتة بقيادة صلاح بادي الخاضع للعقوبات الأمريكية وعقوبات الأمم المتحدة «إن الثوار الحقيقيون لن يقبلوا أي اتفاقاتٍ مع مجرمِ الحرب حفتر» مؤكدًا أن قتالهم ضد قوات الجيش الوطني الليبي هو «جهاد في سبيلِ الله لن يتوقف حتى النصر الكامل.»
نجحَ الجيش الوطني الليبي في تحقيقِ تقدمٍ ملحوظٍ في اليوم الموالي من الجهة الجنوبية للعاصمة طرابلس حيثُ بسطَ سيطرته على منطقة العزيزية التي كانت أحد محاور الاشتباك الرئيسيّة بين الطرفين. في الوقتِ ذاته؛ شنَّ الجيشُ الوطني الليبي غاراتٍ جوية على عدة مواقع للجماعات التي تصطفُّ مع حكومة الوفاق في منطقتي وادي الربيع وعين زارة؛ كما عرض الجيش الوطني صورًا تُظهر تقدمه نحو مدينة سرت.
بحلول 13 أيّار/مايو أعلنَ الجيش الليبي أن قوات حفتر قد احتلّت مطار طرابلس وبسطت سيطرتها على غريان بعدما شنّت عددًا من الغارات على المنطقة، كما نجحت القوات المُهاجِمة في السيطرة على قصر بن غشير وعلى عددٍ من المناطق بالقربِ من سوق الخميس لكنّ القوات الحكوميّة أوقفت عمليّات السيطرة هذهِ بعد قصفها هي الأخرى تلك المناطق. في غضون ذلك؛ قصفَ الجيش الوطني الليبي بقيادة حفتر مدينة الزاوية غرب طرابلس مما تسبَّبَ في أضرارٍ ماديةٍ جسيمةٍ. عاد الجيش الوطني في اليومِ الموالي ليقول إنَّ دفاعاته البرية أسقطت طائرة عسكرية تابعة للحكومة الوطنية في بلدية الجفرة وسطَ ليبيا.
مع دخول المعركة شهرها الثالث؛ أعلنَ المتحدثُ باسمِ الجيش الوطني الليبي أن هذا الأخير قد نجحَ في التقدم مُقدمًا بعض الإحصائيات من قِبيل تمكّن القوات المهاجِمة خلال الاشتباكات الأخيرة في جنوب طرابلس من قتلِ 31 من مقاتلي الجيش الليبي فضلًا عن السيطرة على 21 مركبة عسكرية وتدميرِ عددٍ من المركبات الأخرى.
مع انتصافِ الشهر وبعدما كانت وتيرة المعارك قد خفّت قليلًا عاد المتحدث باسم الجيش الوطني الليبي ليقول إن قواته قد أسقطت طائرة حربيّة أخرى تابعة للجيش الليبي كانت تُطلق النيران على قوات حفتر في الدفنية غرب طرابلس. اختلفتِ المصادر في رواية ما حصل؛ حيثُ قِيل إن الطائرة الحربية قد أقلعت من قاعدة مصراتة الجوية وتحطَّمت بعد حوالي 20 كم من مصراتة وبينما كان الطيار عائدًا إلى القاعدة الجوية اندلعت اشتباكات مع قوات حفتر فقُتل على إثرها؛ فيما اعترفَ الجيش الليبي بأن الطائرة قد تحطَّمت فعلًا لكنه نسبَ السبب «للعطل الميكانيكي» دون أيّ توضيحاتٍ إضافيّة.
أعلنت حكومة الوفاق في السادس والعشرين من حزيران/يونيو نجاحها في استعادةِ السيطرة على بلدة غريان التي ظلّت قابعة تحت سيطرة الجيش الوطني الليبي لعدّة أيام. قُتل خلال الاشتباكات العشرات من مقاتلي الجيش الوطني الليبي كما أُسر 18 آخرين، وكان سلاح الجو التابع للحكومة المُعترف بها دوليًا قد قصفَ قوافل الجيش الوطني الليبي أثناء انسحابها من المنطقة.

### تموز/يوليو – أيلول/سبتمبر

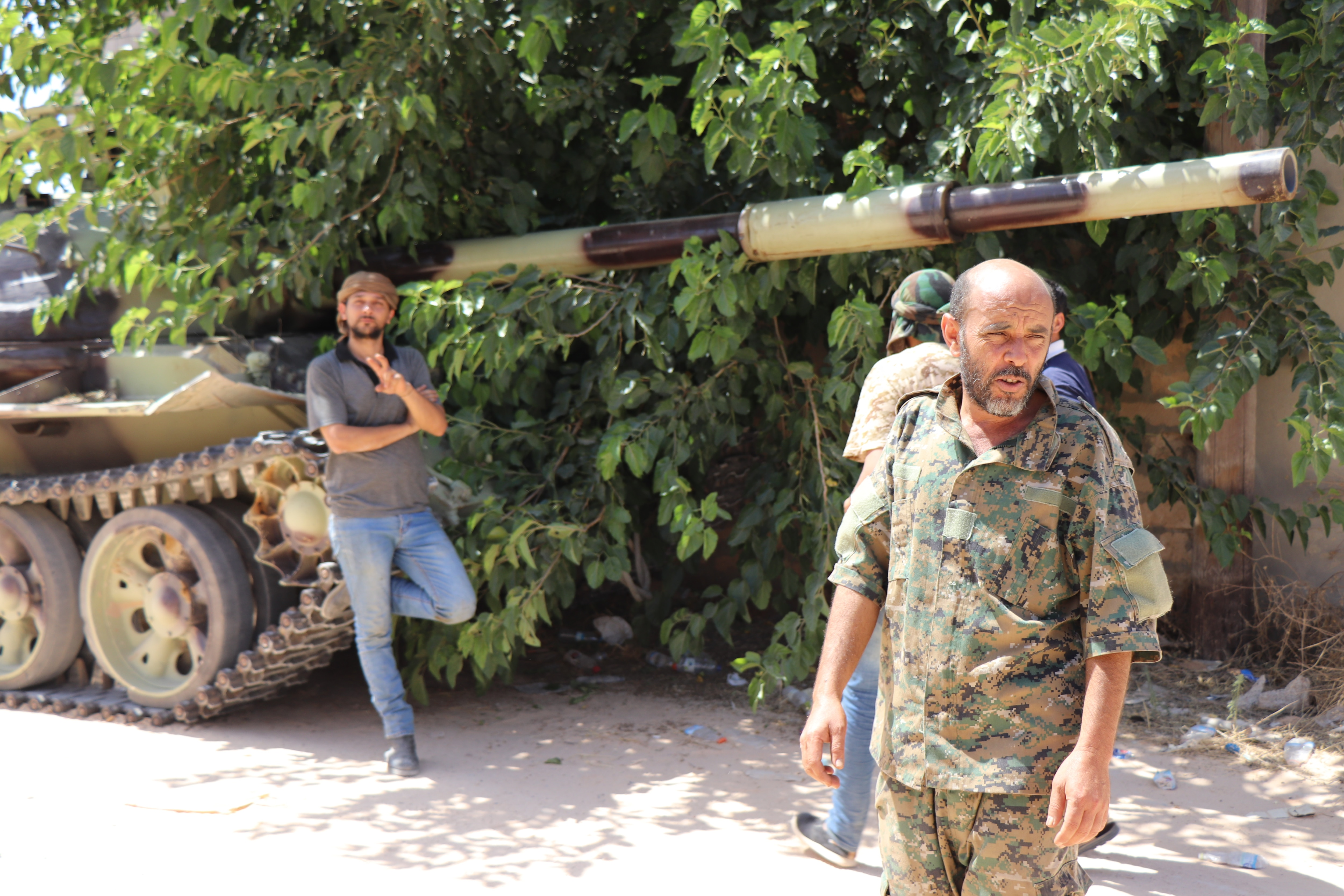
مقاتلي الجيش الليبي في العاصِمة طرابلس في تمّوز/يوليو 2019

أغارَ الطيران الحربي التابع للجيش الوطني الليبي بقيادة المشير خليفة حفتر في الثالث من تمّوز/يوليو على مركزٍ لإيواء النازحين في تاجوراء خارج طرابلس ما تسبّب في مقتل 53 مدنيًا وجرحِ 130 آخرين. أثار القصفُ جدلًا كبيرًا؛ وانتقدت عددٌ من الدول الأوروبيّة بالإضافةِ إلى الأمم المتحدة ما حصل خاصّةً أن مركز الاحتجاز كان بمثابة مَرْفقٍ لإيواءِ اللاجئين والمُهاجرين الذين يُحاولون الوصول إلى أوروبا بينما قالَ الجيش الوطني الليبي إن الموقع الذي تمّ قصفهُ هو حظيرة طائرات تتبعُ حكومة الوفاق.
بحلول السادس من تمّوز/يوليو أُفيد أن الجبهة الشعبية لتحرير ليبيا قد انضمّت إلى الجيش الوطني الليبي في هجومه على طرابلس. ومعَ انتصاف الشهر؛ اختُطفت سهام سرقيوة النائبة في مجلس النواب الليبي عن بنغازي من قِبل اللواء 106 التابع للجيشِ الوطني الليبي؛ وذلك بعدما انتَقدت الحرب على طرابلس.
في 25 تمّوز/يوليو 2019؛ وصل أول 1000 من أصل 4000 مقاتل من المُقرّر وصولهم إلى ليبيا لدعمِ حفتر من قوات الدعم السريع السودانية وقُدامى المحاربين وبعض المتورّطين في مجزرة القيادة العامة في الثالث من حزيران/يونيو 2019. قِيل إن استقطاب هذا العدد من المرتزقة هو بهدفِ تخفيف الضغطِ على قوات الجيش الوطني الليبي التي تحرسُ المنشآت النفطية والتي تُحاول في نفس الوقتِ السيطرة على طرابلس.
اقترحَ غسان سلامة رئيس بعثة الأمم المتحدة للدعم في ليبيا في التاسع والعشرين من تموز/يوليو خطة سلامٍ ليبيّة مكوّنة من ثلاث نقاطٍ على مجلسِ الأمن تتطلَّبُ التوافق بين الدول المنخرطة في النزاع في ليبيا. تضمَّنت خُطَّة سلامة هُدنةً بين حكومة الوفاق والجيش الوطني الليبي وباقي الميليشيات التي تقفُ معه ابتداءً من عيد الأضحى إلى جانبِ محاولة بناء الثقة بين الطرفينِ مثل تبادل الأسرى والإفراج عن السجناء المحتجزين تعسفيًا وتبادل الرفات لضحايا النزاع فضلًا عن الدعوةِ لاجتماعٍ دوليّ للدول المتورطة في النزاع وذلك بغرضِ وقف القتال وتنفيذ حظر الأسلحة القائم قانونيًا وتشجيع كل الأطراف على اتباعِ القانون الدولي واحترام حقوق الإنسان وكذا الدعوة إلى اجتماعٍ ليبي مماثل للتفاهم على مخرّجات كل الاتفاقيات.
وُقِّعت هدنةٌ بين الطرفين في عيدِ الأضحى وقد وصف رئيسُ بعثة الأمم المتحدة في ليبيا غسّان سلامة ما جرى «بأنه انخفاضٌ كبيرٌ في أعمالِ العنف على طول الجبهات الرئيسية في جنوب طرابلس وفي أماكن أخرى مع بعض الخروقات البسيطة.» استمرّت الهُدنة طوال فترة احتفالات العيد لتكون بذلك المرحلة الأولى من عمليّة السلام المكوّنة من ثلاث مراحل. عادت الحربُ لتشتعل من جديدٍ وذلك مباشرةً بعد انتهاء الهدنة؛ وقد شنَّ الجيش الوطني الليبي من 20 وحتى 29 آب/أغسطس عدّة محاولات للسيطرةِ على غريان التي كان قد فقدها من قبل لكنّه فشل في كلّ محاولاته.
زعمَ الجيش الليبي التابع لحكومة الوفاق الوطني أنه نجحَ في الثالث عشر من أيلول/سبتمبر في قتلِ ستّ جنود إماراتيين خلال عدّة غارات على قاعدة الجفرة الجوية. في الوقتِ ذاته؛ أعلنت دولة الإمارات العربية المتحدة عن مقتلِ ستٍ من جنودها فعلًا لكنها قالت إنّهم «قُتلوا في حادثِ تصادمٍ في اليمن»؛ وفي الواحد والعشرين من نفسِ الشهر قالَ الجيش الليبي من جديدٍ إن منطقةً سكنيةً في العاصمة طرابلس قد أصبحت «هدفًا» لطائرات بدون طيار إماراتية ونقلت وسائل إعلام محليّة ودولية عن حصول عدّة هجمات متفرقة على منطقة الهضبة ما تسبّب في مقتل وجرحِ عددٍ من المدنيين.

### تشرين الأول/أكتوبر – كانون الأول/ديسمبر
مع بداية الأول من تشرين الأول/أكتوبر؛ أطلقت قوات خليفة حفتر – المدعومة من الإمارات العربية المتحدة ومصر ودول أخرى – قذائف مدفعية على مطار معيتيقة في طرابلس من أجل إجبار القوات الحكوميّة على الانسحابِ منه. ومع نهاية الأسبوع الأول من الشهر؛ قال المكتبُ الإعلامي لعمليّة بركان الغضب إنَّ الغارات الجوية التي نفذتها طائرات حربية أجنبية مساندة لحفتر على مطار مصراتة تسببت في إصابةِ أحد أفراد طاقم المطار كما أدَّت إلى تدمير طائرتين. عادت طائرة الجيش الوطني الليبي في نفسِ اليوم لتشنَّ غارات جوية على مدرسة الفروسية غرب طرابلس؛ وقد أسفرَ الهُجوم عن إصابة ثلاثة أطفال على الأقل ورجلٍ عجوز إلى جانب قتلِ خيلان.
بحلول 15 تشرين الأول/أكتوبر؛ شنّ الطيران الحربي التابع لحفتر غارة جوية منطقة الفرنج في طرابلس ما تسبّب في مقتلِ أسرةٍ بكاملها؛ وقد أصدرت اليونيسف بيانًا أعربت فيه عن «حزنها وصدمتها» مما حصل خلال الهجوم. قال محمد قنونو المتحدث باسم الجيش الليبي في التاسع عشر من تشرين الأول/أكتوبر إنَّ طائرة بدون طيار من طراز وينج لونج قدمتها الإمارات للجيش الوطني الليبي قد أُسقطت في مصراتة.
خفّت وتيرة المعارك في النصفِ الأول من شهر تشرين الثاني/نوفمبر لكنها عادت في النصف الثاني؛ حيثُ حاول الجيش الوطني الليبي فرض حصارٍ على مدينة سرت من أجل السيطرة عليها لكن قوات بركان الغضب نجحت في صدّ الهجوم وكسرت الحصار مُجبرةً قوات حفتر على التراجعِ إلى النقطة الأولى التي هاجموا منها. بحلول الثامن عشر من تشرين الثاني/نوفمبر؛ شنَّ الطيران الحربي التابع لحفتر من جديدٍ غارة جويّة على مصنعٍ للبسكويت في وادي ربيعة بطرابلس ما تسبّب في مقتلِ عشرة أشخاصٍ بينهم ليبيان وعدّة مهاجرين وجُرح 35 آخرين. عاد الجيش الوطني الليبي في التاسع عشر من تشرين الثاني/نوفمبر لشنّ غارات جوية على مدينة مصراتة الساحلية مُستهدفًا العربات المُدرَّعة التي قِيل إن تركيا سلّمتها لحكومة الوفاق بطلبٍ منها فضلًا عن استهداف مستودعٍ للذخيرة في المنطقة.
بحلول الثاني عشر من كانون الأول/ديسمبر 2019 أعلنَ حفتر بداية هجومٍ جديدٍ فيما قال إنها ستكونُ «المعركة النهائية» للسيطرة على العاصمة. استولى الجيش الوطني الليبي الذي يقودهُ حفتر في الحادي والعشرين من نفس الشهر على سفينةٍ ترفعُ علم غرينادا كان بها طاقمٌ تركي؛ ما تسبّب في توتر العلاقات بين قوات شرق ليبيا والحكومة التركيّة التي هدّدت بالردّ الحاسم على اعتقال مواطنيها؛ ما أجبرَ ما يُعرف بالجيش الوطني على إطلاقِ السفينة وطاقمها بالكامل بعد 48 ساعة من الحجز. بدأت وسائل إعلام عربية ودولية مع اقترابِ نهاية العام في الحديث عن نقل تركيا لمقاتلين من فرقة السلطان مراد و‌فيلق الشام كانوا يُقاتلون في سوريا إلى ليبيا من أجلِ دعم حكومة الوفاق في صدّ هجوم حفتر على العاصمة. في المُقابل؛ نفى ما يُعرف بالجيش الوطني السوري – وهو الجيش السوري الحر المدعوم تركيًا – كل ما قِيل عن إرسالِ مقاتلين سوريين للقتال في ليبيا لافتًا إلى أن «الأولوية هي حماية السوريين من ميليشيات النظام وداعميه الروس والإيرانيين، والأحزاب الإرهابية الانفصالية المرتبطة به، والتي تُريد تمزيق الوطن»، كما نفت تركيا وحكومة الوفاق ذلك.

### كانون الثاني/يناير – آذار/مارس
استمرّت الاشتباكات بين الجيش الوطني الليبي بقيادة حفتر والجيش الليبي بقيادة السراج على تخوم العاصمة طرابلس مع دخول العام الجديد؛ وبحلول الرابع من كانون الثاني/يناير 2020 شنّت طائرات تتبعُ قوات حفتر غارة جويّة على الكليّة العسكرية في العاصِمة ما تسبّب في مقتل حوالي 30 طالبًا وجُرحِ عشرات آخرين. أثار الهجوم بعض الجدل؛ ففي حين اتهمَ مسؤولون في حكومة الوفاق دولة الإمارات العربية المتحدة بالوقوفِ وراء الهجوم في إطارِ مساعدتها للمُشير حفتر في حربه على طرابلس؛ أدانت دول أخرى على رأسها تركيا الهجوم مُحمّلة المجتمع الدولي مسؤولية ما يحصل.
في اليومِ الموالي لقصف الكليّة العسكريّة؛ أعلنَ الرئيسُ التركي رجب طيب أردوغان أن جنودًا أتراكًا قد بدأوا بالفعلِ في التوجه إلى ليبيا بشكل تدريجي وذلك بعدما أقرّ البرلمان التركي في الثاني من كانون الثاني/يناير من نفسِ العام مشروع قرار إرسال قوات تركية إلى ليبيا دعمًا لحكومة الوفاق الوطني،  كما أشار الرئيسُ التركي إلى أنَّ «هدف بلاده ليس القتال بل دعم الحكومة الشرعية وتجنب مأساة إنسانية.»
أعلنَ الجيش الوطني الليبي في السادس من كانون الثاني/يناير سيطرتهُ الكاملة على مدينة سرت الساحلية الاستراتيجية مسقط رأس العقيد معمر القذافي؛ كما أعلنَ المكتب الإعلامي للجيش الوطني سيطرة هذا الأخيرِ على مواقع محيطة بسرت منها قاعدة القرضابية الجوية. على الجهة المُقابلة؛ أعلنت قوة حماية وتأمين سرت – وهي قوةٌ تتبعُ حكومة الوفاق – عن دخولها في اشتباكات مسلّحة مع « ميليشيات إرهابية تابعة لحفتر تضمُّ مرتزقة من الجنجويد والمعارضة التشادية.»
بحلول العاشر من كانون الثاني/يناير 2020؛ بدأ الحديث عن هدنةٍ برعاية روسيّة-تركية بين القوات المتحاربة في ليبيا؛ وبعدها بثلاثة أيّام اجتمعَ وفدُ فايز السراج مع وفد خليفة حفتر بحضور الوفدين التركي والروسي وقد حاولت كل الأطراف الوصول لاتفاق هدنة طويل الأمد لكنّ ذلك لم يتمّ بعدما طلبَ حفتر مزيدًا من الوقت لدراسة الموضوع. ميدانيًا؛ قالت وسائل إعلام محليّة إنَّ الهدنة قد دخلت حيّز التنفيذ حيثُ أن الجبهة ظلّت هادئة بشكلٍ عام على الرغمِ من سماع صوتِ إطلاق نارٍ مُتقطّعٍ من أسلحة خفيفة جنوب العاصمة.
بعد هدنةٍ قصيرةٍ لم تدم لأكثر من 10 أيّام؛ عادت المعارك المسلحة بين طرفي النزاع في ليبيا إلى الاحتدامِ من جديدٍ وذلك في الأسبوع الأخير من كانون الثاني/يناير 2020. تركّزت الاشتباكات على محور خطوط الضواحي الجنوبية للعاصمة طرابلس؛ لكنّ الوضع على الأرض لم يتغيّر كثيرًا في ظل انسحابِ وتقدم الطرفين في كلّ مرة. إلى ذلك أعلنت حكومة الوفاق أن دفاعاتها الجوية أسقطت طائرة مسيرة إماراتية كانت تُقدّم الدعم لقوات حفتر شرق مدينة مصراتة؛ ونشرت تسجيلًا مُصوّرًا لسقوطِ الطائرة في منطقة الكراريم.

### نيسان/أبريل – حزيران/يونيو
خفَّت حدة القتالِ بين الطرفين نوعًا ما في الشهور الأولى من عام 2020؛ لكنها عادت للاشتعال مُجددًا مع بدايةِ نيسان/أبريل حينما هاجمت القوات التابعة لحكومة الوفاق الوطني مقار ومعاقل القوات التابعة لحفتر ونجحت في إحرازِ تقدمٍ على الأرض؛ حيثُ نجحت في السيطرةِ على الكثير من المدن في الغرب الليبي بما في ذلك صبراتة و‌صرمان والعجيلات و‌زليطن والجميل و‌رقدالين وذلك في إطارِ العمليّة التي عُرفت باسمِ «عاصفة السلام» ردًا على القصفِ المتكرر لأحياء العاصمة طرابلس وتأديبًا لمليشيات المرتزقة حسبَ ما صرَّح به المتحدث باسم الجيش الليبي محمد قنونو. تمكّنت قوات حكومة الوفاق في السابع عشر من نيسان/أبريل 2020 من إسقاطِ طائرةٍ تابعةٍ للجيش الوطني الليبي في محور عين زارة كما أعلنت أسرها مليشيات من الجنجويد كانوا يُهاجمون العاصِمة الليبيّة طرابلس رفقة ميليشيات أخرى.
سيطرت حكومة الوفاق الليبية فجر الاثنين الموافق للثامن عشر من أيّار/مايو على قاعدة الوطية الجوية ذات المكانة الاستراتيجية في مسار الصراع في المنطقة الغربية، ثمّ أعلنت قوات الوفاق مساء الأربعاء الموافق للثالث من حزيران/يونيو استعادة السيطرةِ على مطار طرابلس الدولي بالكامل بعد معارك عنيفةٍ مع القوات الموالية للمشير خليفة حفتر استمرت ساعات. توالت الانتصارات المتتاليّة للحكومة المعترفِ بها دوليًا حيثُ بسطت بعد يومين فقط من استعادة مطار طرابلس بسطت سيطرتها التامّة على مدينة ترهونة التي تقعُ في الغرب الليبي؛ قبل أن تبدأ زحفها نحو الوسط الليبي بدعمٍ من تركيا قصد السيطرة على مدينة سرت – مسقط رأس الزعيم الليبي معمر القذافي الذي أُسقط إبّان ثورة 2011 – فضلًا عن محاولة السيطرة على قاعدةِ الجفرة التي انطلق منها هجوم قوات حفتر على العاصمة قبل أن تصدّه قوات حكومة الوفاق بعد عامٍ من الاشتباكات.
بعد كلّ التطورات؛ التقى خليفة حفتر بالرئيسِ المصري عبد الفتاح السيسي – أحد داعمي المشير في محاولته السيطرة على البلاد بالقوّة العسكرية – في القاهرة، وأعلنَ الاثنانِ مبادرة سلامٍ شاملٍ تتضمَّنُ مقترحًا بوقفِ إطلاق النار إضافة إلى بنود أخرى ترتكزُ على نتائج قمّة برلين التي كانت قد عُقدت في كانون الثاني/يناير 2020، لكنّ حكومة الوفاق رفضت المبادرة إذ قال خالد المشري رئيس برلمان طرابلس: «إن الليبيين ليسوا بحاجة إلى مبادراتٍ جديدةٍ» فيما أكّد المتحدث باسم قوات حكومة الوفاق العقيد قنونو رفض الحكومة عمليًا وقف إطلاق النار وقال: «نحنُ لم نبدأ هذه الحرب، لكننا من يحدد زمان ومكان نهايتها ... ليس لدينا وقتُ فراغٍ لمشاهدة هرطقات مجرم الحرب الانقلابي خليفة حفتر على الفضائيات!»

## ردود الفعل
- الأمم المتحدة: أثناء زيارة قام بها الأمين العام للأمم المتحدة أنطونيو غوتيريس إلى طرابلس متزامنة مع بدء العمليات العسكرية جنوب المدينة، حيث عبر عن قلقه من التحركات العسكرية، مشيرًا إلى أنه ما من حلٍ عسكري، داعيًا الجميع إلى التهدئة وضبط النفس.[175][176]
- الولايات المتحدة وبريطانيا وفرنسا وإيطاليا والإمارات العربية المتحدة: عبرت في بيانٍ خماسي مشترك عن قلقهم العميق إزاء القتال بالقرب من مدينة غريان، كما رفضت استخدام الحل العسكري كوسيلة لانهاء النزاع في ليبيا ملوحين بمحاسبة كل من يؤجج للحرب الأهلية في ليبيا، مطالبين الجميع بالتعاون مع المبعوث الأممي "غسان سلامة" ومساعيه لإقامة حوار وطني شامل لجميع الأطراف الليبية.[177][178]
- قطر: عبرت وزارة الخارجية القطرية عن قلقها من التصعيد العسكري والذي اعتبرته ينذر بتقويض مسار الحلّ السياسي الذي ترعاه الأمم المتحدة؛ ودعت جميع أطراف الصراع في ليبيا أن يقدموا الحوار الوطني على الخيارات العسكرية وما وصفته بمصلحة الوطن الليبي الأكبر على المصالح الفرعية الضيقة.[179][180]
- مصر: أصدرت الخارجية المصرية بيانًا عبرت فيه عن قلقها وطالبت بالتهدئة، وأكدت الخارجية المصرية في بيانها على موقف مصر الثابت والقائم على دعم جهود الأمم المتحدة، والتمسُّك بالحل السياسي كخيار وحيد للحفاظ على ليبيا، وضرورة مواصلة مكافحة الإرهاب، واجتثاثه من كافة الأراضي الليبية.[181]
- تركيا: قال المتحدث باسم الخارجية التركية: "إننا نتابع بدقة التصعيد العسكري الأخير للأوضاع في غرب ليبيا. ونعتقد أن الانقسام الحالي في البلاد لا يمكن تجاوزه إلا من خلال حوار ليبي داخلي".[182][183]
- الأردن: طالب وزير الخارجية الأردني أيمن الصفدي عبر تغريدة له على تويتر بوقف التصعيد؛ ودعى إلى التهدئة وضبط النفس، مركدًا على أهمية اعتماد الحل السياسي وإسناد جهود الأمم المتحدة سبيلا لتجاوز الأزمة وضمان أمن ليبيا واستقرارها والحفاظ على وحدة أراضيها وتخليصها من الإرهاب.[184][185]
- تونس: أعلن الرئيس التونسي الباجي قائد السبسي تمديد حالة الطوارئ في تونس لمدة شهر إضافي بعد اجتماع مجلس الأمن القومي بسبب خطورة ما تداعت إليه الأوضاع في ليبيا؛ فيما عبرت الخارجية التونسية عن قلقها العميق لما آلت إليه الأحداث في ليبيا، وقالت أنها تتابع بانشغال بالغ التطورات الخطيرة للأوضاع في ليبيا.[186][187]

في 7 أبريل، سحبت الولايات المتحدة كتيبة من قوات قيادة الولايات المتحدة في أفريقيا من ليبيا. قامت الهند بإجلاء 15 من قوة الشرطة الاحتياطية المركزية إلى تونس (مدينة). وفي غضون ذلك، استخدمت روسيا حق النقض ضد قرار لمجلس الأمن التابع للأمم المتحدة كان سيدعو الجيش الوطني الليبي إلى إنهاء تقدمه إلى طرابلس، وذكر أنه ينبغي لأي قرار من هذا القبيل أن ينطبق على جميع الأطراف لا على الجيش الوطني فحسب.
في 9 أبريل، أرجأت الأمم المتحدة عقد مؤتمر للسلام القادم في غدامس، كان سيحاول وضع خريطة طريق للانتخابات الجديدة، بسبب القتال. وكان من المقرر عقد المؤتمر في الفترة من 14 إلى 16 أبريل. وأعربت مصر عن دعمها للجيش الوطني الليبي وعزمه على تفكيك جميع الميليشيات المتبقية، كما حذرت من التدخل الأجنبي في النزاع.